# Сијалографија
Сијалографија (ткђ. сиалографија; енгл. sialography) једна је од метода у рендгенологији којом се уз примену контрастног средства визуализује интра и екстра гландуларни изводни каналикуларни систем пљувачне жлезде. Сијалографија се примењује у дијагностици обољења великих пљувачих жлезда (најчешће доушних или паротидних жлезда, ређе подвиличних или субмандибуларних).
Морфолошке промене у каналикуларном систему пљувачне жлезде приказане овом методом служе као полазни основ за дијагностичку интерпретацију патолошких процеса у паренхиму испитиване жлезде.

## Начин извођења
Процедура се изводи уз помоћ полиетиленске каниле или флексибилног катетера, промера 1—2 cm који се пласира у главни изводни канал жлезде. Потом се кроз катетер убризга водени или уљани раствор јодног контраста (око 1—2 ccm у паротидни и 1—1,3 ccm у субмандибуларну жлезду). По завршеном убризгавању контраста и подвезивању изводног канала, врши се рендгенско снимање жлезде, из антеропостериорног и из латералног правца.
Сијалограм (визуелни приказ) нормалне паротидне пљувачне жлезде својим изгледом подсећа а на разгранато дрво. Стаблу дрвета одговара главни изводни канал, а гранама и гранчицама екстра и интрагландуларни каналикуларни систем жлезде. Сијалограм субмандибуларних жлезда такође показује арборизацију која је нешто мање изражена него у паротидној жлезди.

## Индикације
Сијалографија се може користити за дијагностику:
- сијалолитијазе,
- хроничних запаљења пљувачних жлезда,
- сијалоаденозе,
- последица трауме (саливарне фистуле, посттрауматске стенозе),
- циста пљувачних жлезда,
- тумора пљувачних жлезда.[6]
- као метода за потврђивање Шегреновог синдрома

## Контраиндикације
У контраиндикације за сијалографију спадају:
- акутни сијалоаденитис због могућности егзацербације запаљења пљувачне жлезде,
- преосетљивост (алергија) на јодни контраст.[7]

## Компликације
Иако је могућност нежељених последица и компликација код ове дијагностиеке методе јако  мала, могу се јавити:
- повреда пљувачног канала (дуктуса), изазвана непажљивом манипулацијом лекара,
- бол приликом канилисања канала или примене веће количине контрастного средства.
- егзацербација (погоршање) хроничног запаљењског процеса након снимња,
- алергијска реакција на примењено контрастно средство (зузетно ретко).